# Pašinac
Pašinac (en serbe cyrillique: Пашинац) est un village de Serbie situé dans la municipalité de Prokuplje, district de Toplica. Au recensement de 2011, il comptait 121 habitants.

## Démographie
| 1948 | 1953 | 1961 | 1971 | 1981 | 1991 | 2002 | 2011 |
| ---- | ---- | ---- | ---- | ---- | ---- | ---- | ---- |
| 308  | 335  | 283  | 245  | 218  | 167  | 134  | 121  |

|  |